# Friesenhagen
Friesenhagen település Németországban, Rajna-vidék-Pfalz tartományban. Lakosainak száma 1649 fő (2023. december 31.).

## Népesség
A település népességének változása:
| Lakosok száma | 1707 | 1551 | 1578 | 1599 | 1619 | 1649 |
|               | 1975 | 2017 | 2019 | 2021 | 2022 | 2023 |